# Biserica Arbore
Biserica „Tăierea Capului Sfântului Ioan Botezătorul” din Arbore (cunoscută și ca Biserica Arbore, deși nu este singura biserică din localitate) este o biserică ortodoxă construită în anul 1502 în satul Arbore din comuna omonimă (județul Suceava) de către hatmanul Luca Arbore. Ea se remarcă prin pictura murală exterioară. Biserica Arbore are hramul Tăierea Capului Sfântului Ioan Botezătorul (sărbătorit în fiecare an la data de 29 august). 
Ansamblul bisericii Arbore a fost inclus pe Lista monumentelor istorice din județul Suceava din anul 2015, având codul de clasificare SV-II-a-A-05487  și fiind format din două obiective:
- Biserica „Tăierea Capului Sf. Ioan” - datând din 1502 și având codul SV-II-m-A-05487.01 și
- Turnul clopotniță - datând din 1867 și având codul SV-II-m-A-05487.02.

În anul 1993, Organizația Națiunilor Unite pentru Educație, Știință și Cultură (UNESCO) a inclus Biserica Arbore, împreună cu alte șapte biserici din nordul Moldovei (Humor, Moldovița, Pătrăuți, Probota, „Sf. Ioan cel Nou” din Suceava, Voroneț și Sucevița), pe lista patrimoniului cultural mondial, în grupul Bisericile pictate din nordul Moldovei.

## Istoric

### Ctitorul Luca Arbore

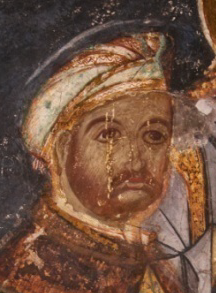
Luca Arbore - frescă din biserică

Biserica veche din Arbore se află de-a lungul drumului național DN2K, care leagă orașele Milișăuți și Solca din județul Suceava. Ctitorul bisericii este boierul Luca Arbore, fiul bătrânului Arbore, pârcălabul de Neamț. El a îndeplinit o lungă perioadă (din 1486) rangul de portar al Sucevei, fiind unul dintre marii boieri ai lui Ștefan cel Mare (1457-1504), sfetnicul de seamă al lui Bogdan cel Orb (1504-1517) și tutorele politic al lui Ștefăniță Vodă (1517-1528). 
Hatmanul Luca Arbore a fost decapitat în aprilie 1523 la Curtea domnească din Hârlău, din ordinul domnitorului Ștefăniță Vodă (1517-1528). El a fost acuzat de trădare de către voievod, dar nu a fost găsit vinovat și nici măcar judecat. După moartea sa, în urma unei porunci a domnitorului au fost uciși și doi fii ai hatmanului: Toader și Nichita. În letopisețul său, cronicarul Grigore Ureche relatează astfel acest eveniment: "Într-acest an (7031), în luna lui aprilie, în cetatea Hârlăului, Ștefăniță Vodă au tăiat pre Arburie hatmanul, pe carile zic să-l fi aflat cu hiclenie, iară lucrul adevărat nu să știe. Numai atâta putem cunoaște că norocul fie unde are zavistie, ales un om ca acela, ce au crescut Ștefan vodă pre palmile lui, avându atâta credință și în tineréțile lui Ștefan vodă toată țara otcârmuia, unde mulți vrăjmași i s-au aflatu, cu multe cuvinte réle l-au îmbucat în urechile domnu-său. Ci pururea tinerii să pleacă și cred cuvintele céle réle (a puhlibuitorilor). Și acea plată au luat de la dânsul, în loc de dulceață amar, pentru nevoința lui cea mare, că nici judecatu, nici dovedit au pierit. De care lucru mulți înspăimântați din lăcuitorii țării au început a gândi cum vor lua și ei plată ca și Arburie, că nu multă vréme după acéia, într-același an, au tăiat și pe ficiorii lui Arburie, pre Toader și pre Nichita."  Cronicarul scrie că decapitarea harmanului a constituit începutul unei puternice mișcări boierești împotriva domnitorului. 
Din întreg ansamblul de clădiri construite de Luca Arbore s-a păstrat până în zilele noastre doar biserica. Curtea boierească a Arboreștilor s-a ruinat în decursul timpului, fiind distrusă de un incendiu. Pe la sfârșitul celui de-al treilea sfert al secolului al XIX-lea, terenul pe care se afla curtea a ajuns în proprietatea unui anume Ion Vichiuc, care a dărâmat-o. Prin anul 1926 se mai vedea aici doar un morman de ruine.  Ea se afla la circa 75 m sud-est de biserică, de locul unde era mai amintind astăzi doar un dâmb cunoscut astăzi sub numele de "La Movileanca".  Cercetările arheologice au scos la iveală fragmente de cahle și plăci cu motive heraldice, zoomorfe și elemente decorative gotice care indică o construcție solidă și luxoasă.

### Istoricul bisericii

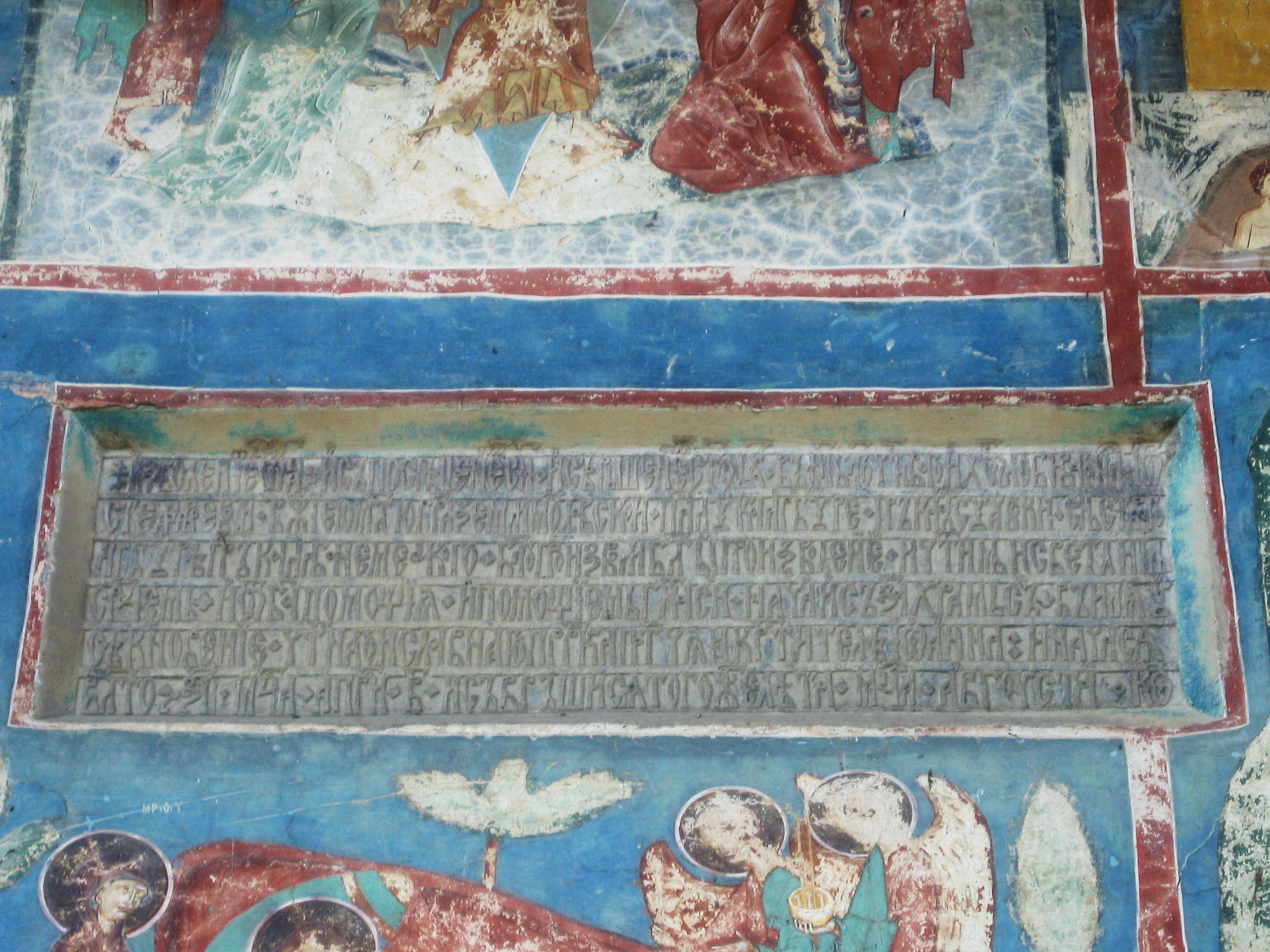
Pisania

Prima atestare a satului Arbore are loc într-un document întocmit la 15 ianuarie 1418, la curtea domnitorului Alexandru cel Bun (1400-1432). Această localitate a făcut parte din moșia Solcii, ale cărei pământuri se întindeau de la Pietrele Muierii până în apa Sucevei, cuprinzând toate localitățile din acest areal.  Inițial, satul s-a numit Solca de Jos.
La 7 martie 1502, Luca Arbore a cumpărat satul Solca de la nepoții lui Cârstea Horaeț și ai lui Șandru Gherman.  În primele zile ale lunii următoare, el a început să construiască o curte domnească și o biserică pe moșia acestui sat. Biserica a fost construită pe locul unui schit străvechi și era destinată a servi ca necropolă a familiei Arbore.  Lucrările de construcție au început la 2 aprilie 1502 și au fost finalizate, în același an, la 29 august, după cum atestă pisania. 
Deasupra intrării în biserică se află o pisanie în limba slavonă cu următorul cuprins: "Cu voia Tatălui și cu ajutorul Fiului și cu săvârșirea Sfântului Duh, în zilele binecinstitorului și iubitorului de Hristos Domn Io Ștefan Voievod, din mila lui Dumnezeu Domn al Țării Moldovei, pan Luca Arbure, pârcălabul Sucevei, fiul bătrânului Arbure, pârcălabul Neamțului, a binevoit cu bunăvoința sa și cu inimă curată și luminată și cu ajutorul lui Dumnezeu și cu ajutorul domnului său, a început a zidi acest hram întru numele Tăierii capului cinstitului și slăvitului prooroc înaintemergător Ioan Botezătorul. Și s-a început în anul 7010, luna aprilie 2 și s-a sfârșit în același an, luna august 29". 
După cum atestă o inscripție din naos, pictată deasupra ușii, în anul 1541 a fost refăcută parțial pictura interioară a bisericii. Cu acest prilej, Ana, fiica lui Arbure cel bătrân, a poruncit meșterului Dragosin, fiul popii Coman din Iași, să zugrăvească și pereții exteriori. 
Biserica s-a degradat în secolele al XVII-lea și al XVIII-lea. Locașul de cult a rămas fără acoperiș până când nordul Moldovei a fost ocupat de austrieci. Intemperiile produse în această perioadă au dus la deteriorarea picturii interioare. 
În anul 1867, la nord-vest de biserică a fost înălțat un turn-clopotniță de piatră, cu un etaj. În decursul timpului, Biserica Arbore a suferit o serie de reparații parțiale, de consolidare și restaurare, care nu i-au alterat arhitectura inițială. În secolul al XX-lea s-au efectuat lucrări de restaurare în anii 1909-1914, 1936-1937, 1955-1956 și 1965-1970. 
În vara anului 1975 s-a efectuat o intervenție de urgență pentru consolidarea stratului suport al picturii de către o echipă coordonată de Tatiana Pogonat. În perioada 1980-1993 s-au efectuat lucrări de consolidare a bisericii. După Revoluția din decembrie 1989, de restaurarea acestui monument istoric se ocupă profesorul Oliviu Boldura, banii fiind alocați de Ministerul Culturii direct firmei de specialitate. Lucrările se desfășoară lent din cauza faptului că profesorul Boldura s-a angajat în efectuarea a 12 lucrări de restaurare în județul Suceava și a aproximativ o sută în întreaga Moldovă. Preotul Alexandru Chifan se plângea că muncitorii au plecat de aici deoarece nu le plăcea mâncarea. Începând din anul 2005 în biserică nu se mai oficiază slujbe religioase. 
În prezent, în satul Arbore mai funcționează alte două biserici ortodoxe: Biserica "Sf. Treime" (construită în 1912 în partea de vest a satului) și Biserica "Sf. Gheorghe" (construită în perioada 2003-2010 în locul numit “Cutul de pe Clit” din partea de nord-vest a satului). 

## Descrierea bisericii

### Arhitectura

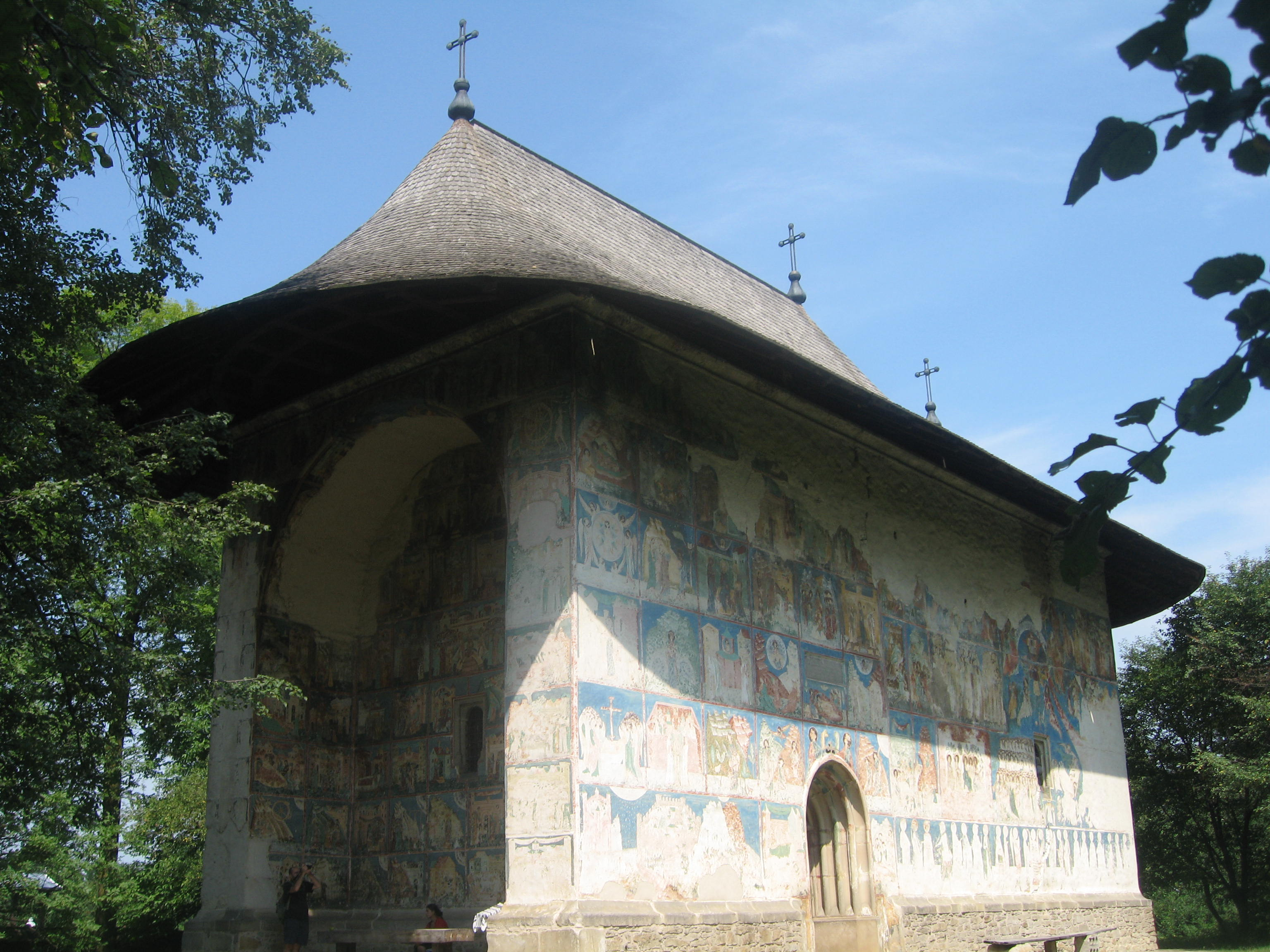
Vedere dinspre sud-vest

Biserica "Tăierea Capului Sf. Ioan Botezătorul" din Arbore are un plan asemănător cu al bisericii din Reuseni, prezentând multe elemente comune cu biserica Mănăstirii Dobrovăț, ambele construite de Ștefan cel Mare în anii 1503-1504.  Ea a fost construită din piatră brută, iar la bolți s-a folosit cărămida. 
Edificiul are un plan mixt, având o formă dreptunghiulară în exterior și o formă treflată în interior.  Dimensiunile bisericii sunt următoarele: lungimea - 22 m, lățimea - 9,10 m și înălțimea - 8,5 m. Lăcașul de cult este lipsit de turle, având un acoperiș în patru ape rotunjit spre răsărit ca urmare a curburii absidei. Sub acoperiș se află o cornișă de piatră cioplită. 
Absida altarului este semicirculară și decroșată față de restul construcției. Pornind de la ideea unei biserici de tip longitudinal, silueta elegantă a construcției este accentuată prin prelungirea în exterior, spre vest, a zidurilor laterale (cu circa 2,5 m) legate printr-un arc semicircular și unirea lor la partea superioară prin arcadă, obținându-se astfel un spațiu semideschis ce apare pentru prima dată în arhitectura moldovenească. Această nișă exterioară de pe fațada vestică era folosită odinioară drept clopotniță. La momentul respectiv, această nișă constituia o inovație în arhitectura moldovenească, ea fiind preluată ulterior și de biserica din Reuseni. 
Intrarea în biserică se face printr-un portal în stil gotic de pe peretele sudic, având un chenar în arc frânt cu muluri sprijinite direct pe soclu. Lăcașul de cult este luminat prin cinci ferestre de dimensiuni mici, cu ancadramente din piatră profilată.
În interior, biserica este împărțită în cele trei încăperi specifice cultului ortodox: pronaos, naos și altar. Pronaosul este dreptunghiular și are la partea superioară o calotă centrală sprijinită pe un sistem de arcuri etajate, patru longitudinale și patru transversale. Între pronaos și naos se află un zid gros de 1,60 m, străpuns de o ușă decorată cu baghete încrucișate. În grosimea pereților laterali ai naosului se află două nișe scobite, ceea ce conferă interiorului bisericii un plan pseudotrilobat. Calota este întâlnită și în naos, înlocuind bolta semicilindrică. 
Arcadele joase, fără spirale, pantele și sistemul de arce modovenești conferă bisericii proporții elegante, dovedind o construcție de valoare. 

### Iconografia

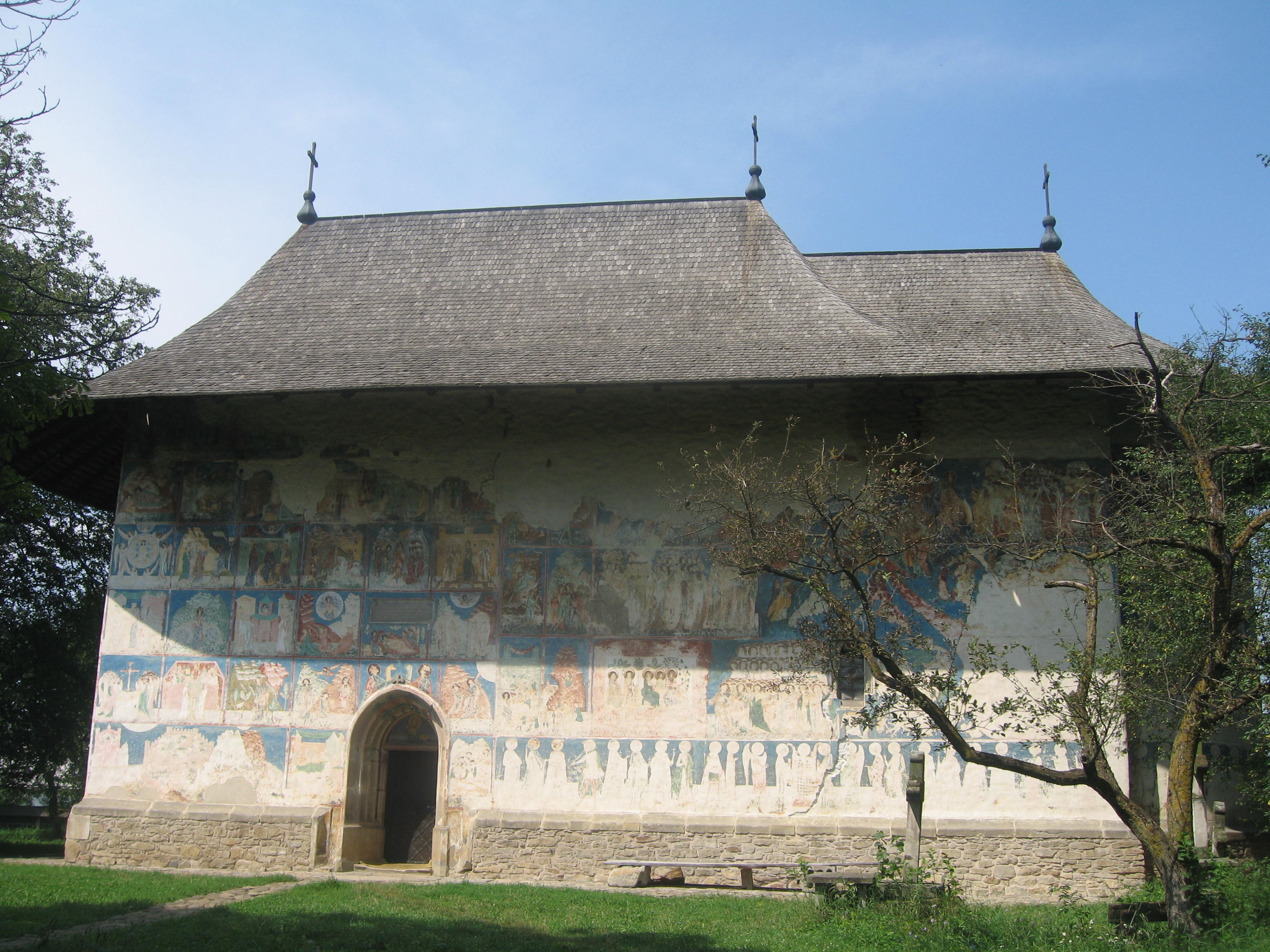
Picturile s-au păstrat pe faţada sudică

Biserica "Tăierea Capului Sf. Ioan Botezătorul" din Arbore este renumită prin pictura murală în frescă, de însemnată valoare artistică, care împodobește atât interiorul, cât și exteriorul. Pictura interioară a fost realizată imediat după finalizarea construcției, adică în anii 1503-1504. Ea a fost deteriorată în urma campaniei sultanului Soliman Magnificul în Moldova din 1538. 
Deasupra ușii din naos se află o inscripție pictată cu următorul text: "Dragosin zugrav, fiul popii Coman din Iași a zugrăvit. Ana a fiicei lui Arbure cel bătrân a plătit Ana 20 de zloți; anul 7049". Din această inscripție se deduce că pereții exteriori ai bisericii au fost zugrăviți în anul 1541, odată cu refacerea parțială a picturii interioare. 
Autorul frescelor este pictorul moldovean Dragoș Coman. Acesta nu este un cleric, ci un exponent al lumii laice. Acest lucru transpare din spontaneitatea picturii, din transparența culorii, aidoma unei acuarele, din construcția siluetelor, care au uneori gesturi și atitudini necanonice. Prin Biserica Arbore, Dragoș Coman introduce în pictura bisericească unul dintre cele mai laice monumente de artă moldovenească.
Pictura interioară a fost serios afectată în secolele XVII-XVIII, când edificiul a rămas fără acoperiș. O mare parte a picturii interioare se vede însă suficient de clar. În pronaos se remarcă portretul Sfintei Macrina, figurile vii cu nimburi aurite și în relief și cu o vestimentație bogată ale participanților la Sinoadele ecumenice sau Cavalcada împăratului Constantin cel Mare, scenă aflată pe peretele vestic al pronaosului și care apare în iconografia moldovenească numai la Biserica Sfânta Cruce din Pătrăuți și are un puternic mesaj antiotoman de natură să dezvolte sentimentele patriotic ale credincioșilor.  Din pictura naosului sunt de menționat chipurile expresive ale sfinților militari, iar din cea a altarului figurile ierarhilor. 
În biserică se află două tablouri votive: unul pe peretele sudic al pronaosului, în interiorul chivotului de piatră, iar celălat pe peretele vestic al naosului. Tabloul votiv din pronaos, în care Luca Arbore apare înconjurat de soția sa, Iuliana, și de doi copii, pare a fi pictat după construirea bisericii. Se remarcă vestimentația somptuoasă a cneaghinei Iuliana, având pe mânecile tunicii motive populare asemănătoare celor de pe cămășile populare de astăzi. În tabloul votiv din naos ctitorul apare alături de soție și de cinci copii, acest lucru dovedind că a fost zugrăvit în ultima parte a vieții sale. 
Pictura exterioară a bisericii este de o rară valoare artistică. O parte a frescelor s-au deteriorat ca urmare a faptului că lăcașul de cult a fost descoperit o lungă perioadă de timp. Pictura murală nu s-a mai păstrat deloc pe peretele nordic și doar parțial pe absida altarului. Ea s-a păstrat, cu unele deteriorări, pe fațada sudică și integral pe cea vestică. 
Pictura exterioară cuprinde scene populate de numeroase personaje în continuă mișcare. Culorile vii, armonios îmbinate, degajă multă căldură. Artistul, cu o viziune nouă față de înaintași, reușește o sinteză îndrăzneață între elementele orientale și occidentale, bine integrată totuși în tradiție. Inovator, pictorul găsește unele soluții proprii de fluidizare a mișcării personajelor, evidente în scena Judecății de Apoi. Se observă și influențe ale picturii murale din țările catolice: apărătorul de moarte, Cristofor, zugrăvit cu pruncul Iisus pe umăr, printre sfinții martiri, în Cinul de pe absidă, este o imagine unică și neobișnuită pentru Moldova. 
Printre scenele prezente pe fațada sudică sunt de menționat Imnul Acatist zugrăvit în stânga și deasupra ușii de intrare, Asediul Constantinopolului zugrăvit la baza Imnului, Judecata de Apoi zugrăvită în dreapta ușii de intrare. Asediul Constantinopolului nu se referă la asediul turcesc, ci la cel al perșilor din anul 626 (anul 6135 conform cronologiei bizantine). Pe scena asediului se află o inscripție în limba slavonă cu următorul text: "În 6035, Împăratul Chrosroes a purces cu perșii și cu sciții și cu libienii și cu alți rugători la idoli împotriva Constantinopolului, cu oști, în zilele Împăratului Heraclius. Rugăciunile au stârnit împotriva lor mânia Panaghiei și Dumnezeu a trimis asupra lor fulgere și ploaie și foc și i-a înecat în mare". Pe partea sudică a absidei altarului se află reprezentată scena Rugăciunea tuturor sfinților, compusă în întregime din sfinți militari. 
Decorul fațadei de apus stă mărturie pentru geniul pictorului: în marea cavitate, unde se fac de obicei pomeni și parastase, întregul perete este pictat cu un ansamblu de miniaturi, considerat a fi cel mai bine realizat din toată pictura epocii Ștefan cel Mare - Petru Rareș. Aici se află zeci de scene mici, constând dintr-o succesiune de teme secundare limitate la viața unui sfânt (Gheorghe, Dimitrie, Nichita și Parascheva) sau la un episod din Biblie (Facerea lumii, Viața primilor oameni). Apar aici Adam arând, Eva torcând (în Geneză), Ospățul Sfântului Gheorghe, cu mesenii așezați și cu spatele la pridvor (amplasament străin bizantinismului, introdus de Renașterea italiană). Personajele au o mișcare firească, "trăiesc" evenimentul. Artistul se dovedește curajos: la trecerea de pe un zid pe altul, așază capul balaurului într-o scenă și coada în alta (aducerea balaurului). Pentru fond, pe lângă verdele întunecat, pictorul folosește și albastrul de Voroneț.
În vara anului 1975 s-a efectuat o intervenție de urgență pentru consolidarea stratului suport al picturii de către o echipă coordonată de Tatiana Pogonat.  În prezent se lucrează la restaurarea interiorului și exteriorului bisericii, acțiunea fiind sprijinită financiar de Lions Club Voreifel, în care s-a angajat cu entuziasm doctorul Ioan T. Marcea, Director al Spitalului de Psihiatrie din Zülpich (Germania).

## Necropolă boierească
Biserica "Tăierea Capului Sf. Ioan Botezătorul" din Arbore a fost destinată de la început a servi ca necropolă a familiei Arbore.
În pronaosul bisericii se află mai multe morminte. Mormântul ctitorului se află în dreapta ușii de intrare, sub un baldachin de piatră sculptată, realizat în stil gotic. Acest baldachin a fost realizat după modelul baldachinului din Catedrala Wawel din Cracovia, unde se află mormântul regelui Cazimir al IV-lea al Poloniei (1447-1492).  În nișa din interiorul baldachinului se află un tablou votiv în care hatmanul este reprezentat alături de soție și doi copii. Chivotul este decorat cu două muluri gotice și se termină la partea superioară cu un arc în acoladă decorat cu o rozetă în mijloc. În colțurile celor două timpane ale arcului se află sculptate două scuturi prevăzute cu stema familiei Arbore. Între scuturi este o inscripție în limba slavonă cu următorul text: "Acest chivot și l-a făcut pan Luca Arbure, pârcălab de Suceava, fiul lui Arbure cel bătrân, pârcălab de Neamț, în anul 7011 (1503) aprilie 29".
Lângă mormântul ctitorului, la nivelul pardoselii, se află mormântul soției sale, Iuliana. Inscripția de pe piatra funerară este ștearsă, la începutul secolului al XX-lea putându-se descifra doar: "... roaba lui Dumnezeu, Iuliana, care s-a și strămutat la locașurile de veci". O altă piatră de dimensiuni mici a fost pusă de hatman probabil pe mormântul unui copil al său, decedat la o vârstă fragedă. Aici se distingea următorul fragment de inscripție slavonă: "Acest mormânt l-a înfrumusețat pan Luca Arbure pârcălab". 
Celelalte morminte au pietre funerare cu inscripții șterse.

## Obiecte de patrimoniu
Hatmanul Luca Arbore și-a înzestrat biserica cu obiectele de cult necesare, dar și cu cărți religioase. O icoană pe lemn cu "Tăierea Capului Sf. Ioan Botezătorul", retușată în secolul al XIX-lea, pare a fi o donație a ctitorului. Pe lângă aceasta s-a mai păstrat un manuscris al "Faptelor Apostolilor" cu o însemnare în limba slavonă: Cu bunăvoia Tatălui și cu ajutorul Fiului și cu săvârșirea Sfântului Duh, s-a făcut acest Praxiu apostolesc în zilele binecredinciosului și de Hristos iubitorului Domn Io Bogdan Voievod, Domn al Țării Moldovei, prin porunca și cheltuiala robului lui Dumnezeu Luca Arbure pârcălabul Sucevei ... l-a dat ... celei din nou zidite biserici de la curtea sa de la Solca, unde este hramul Tăierii cinstitului cap al Înainte mergătorului și botezătorului Ioan, în anul 7015 (1507) luna mai 20". 

## Imagini

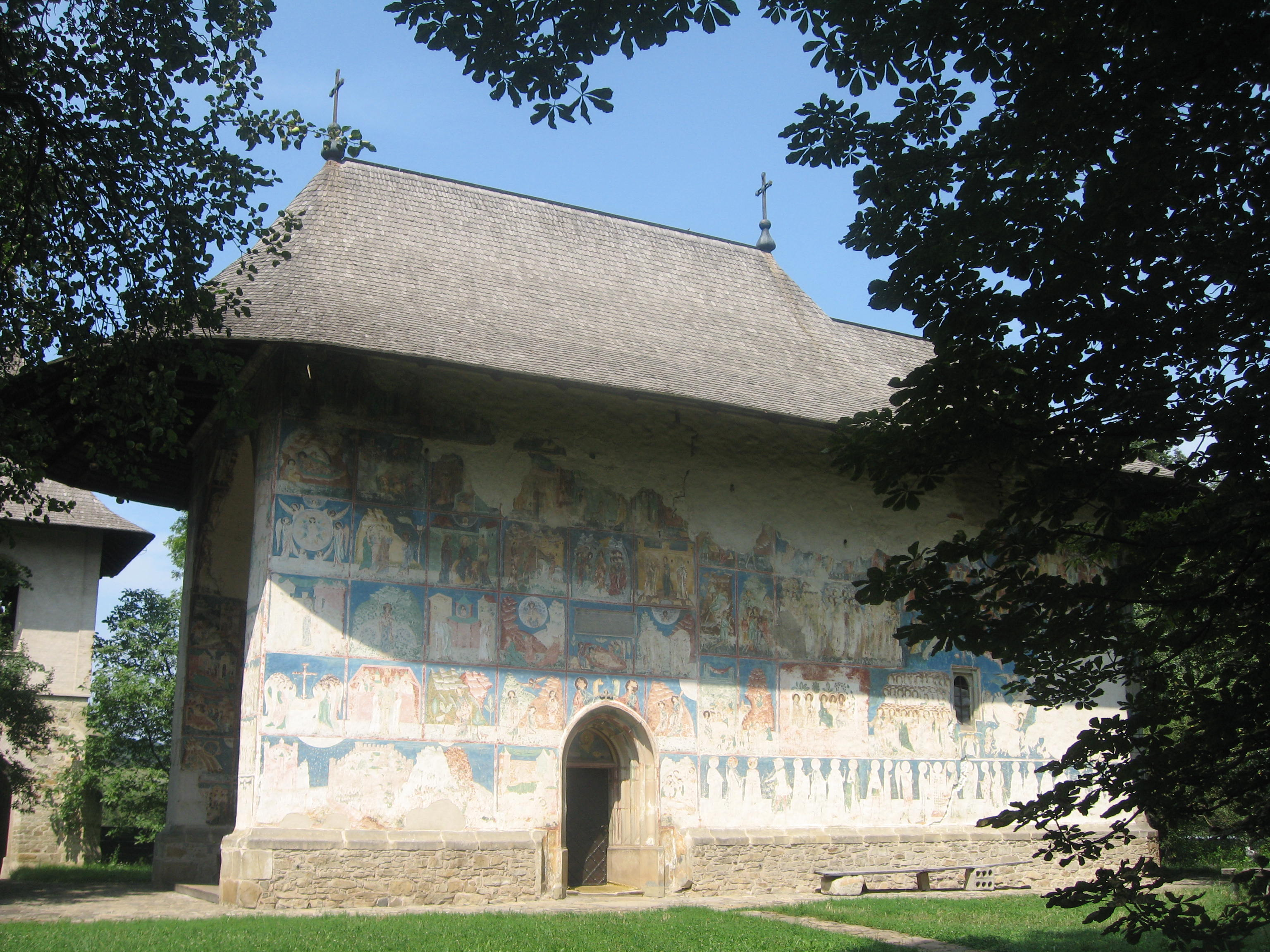
Vedere dinspre sud-vest
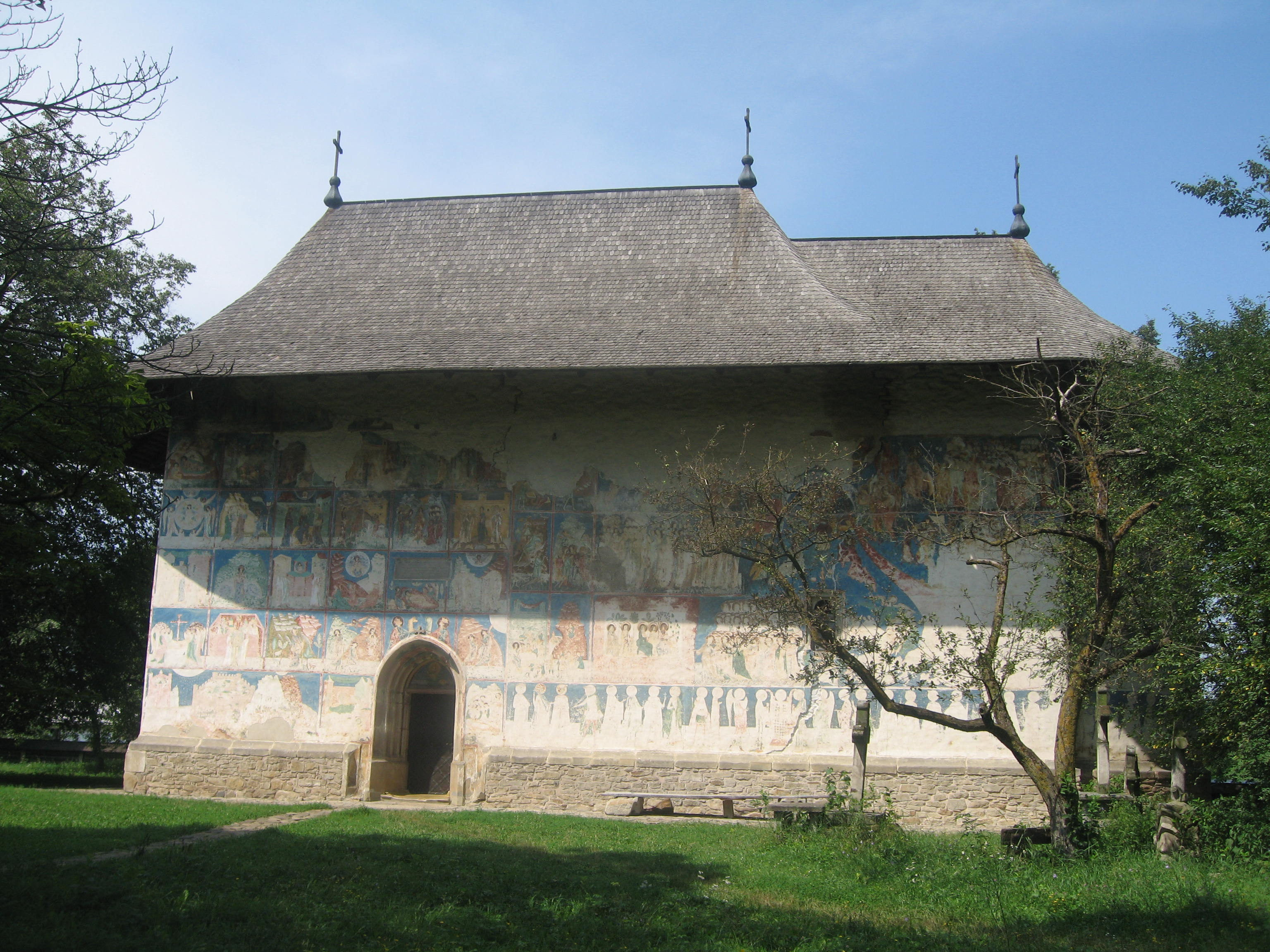
Latura sudică
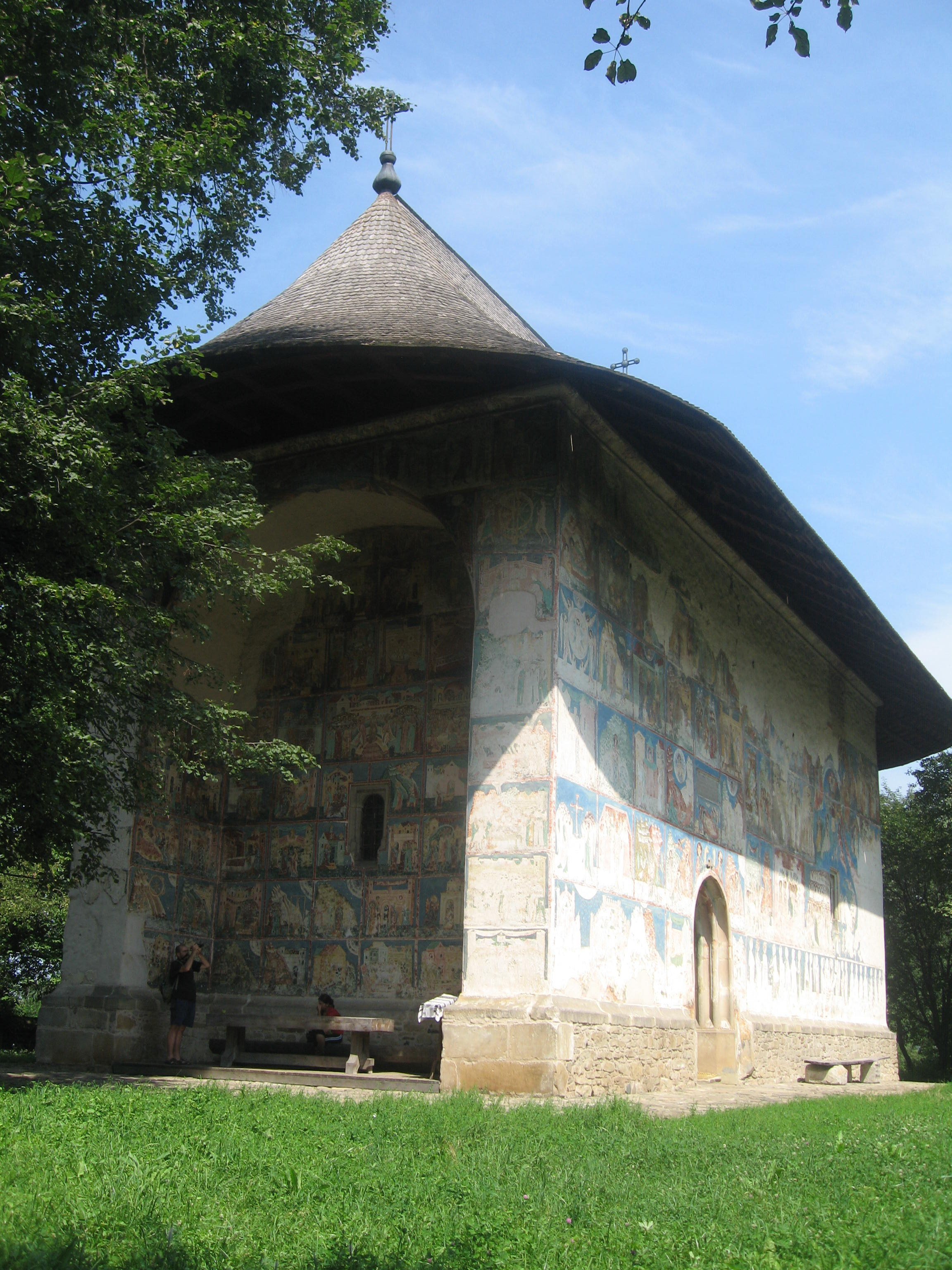
Vedere dinspre vest
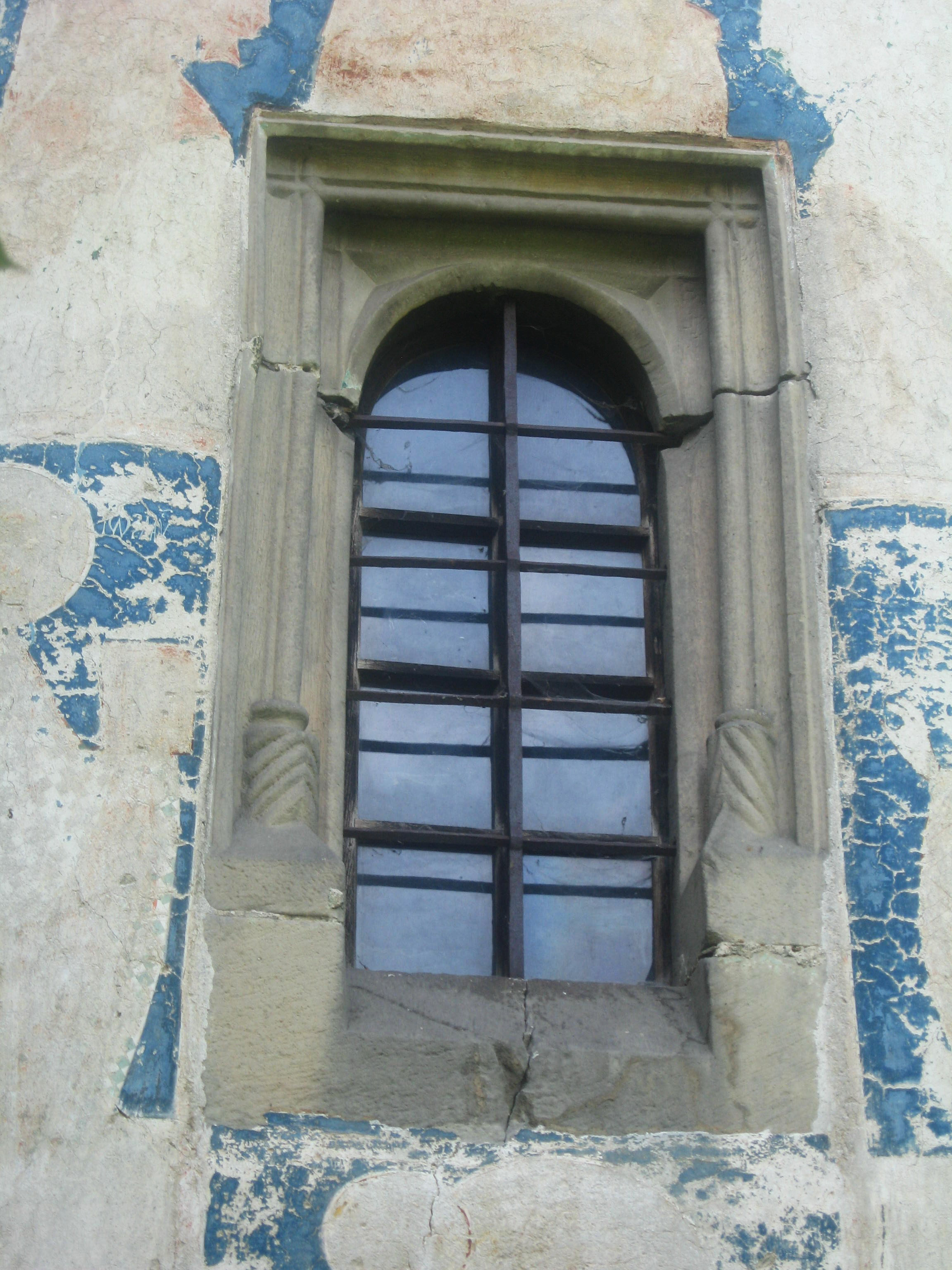
Fereastră
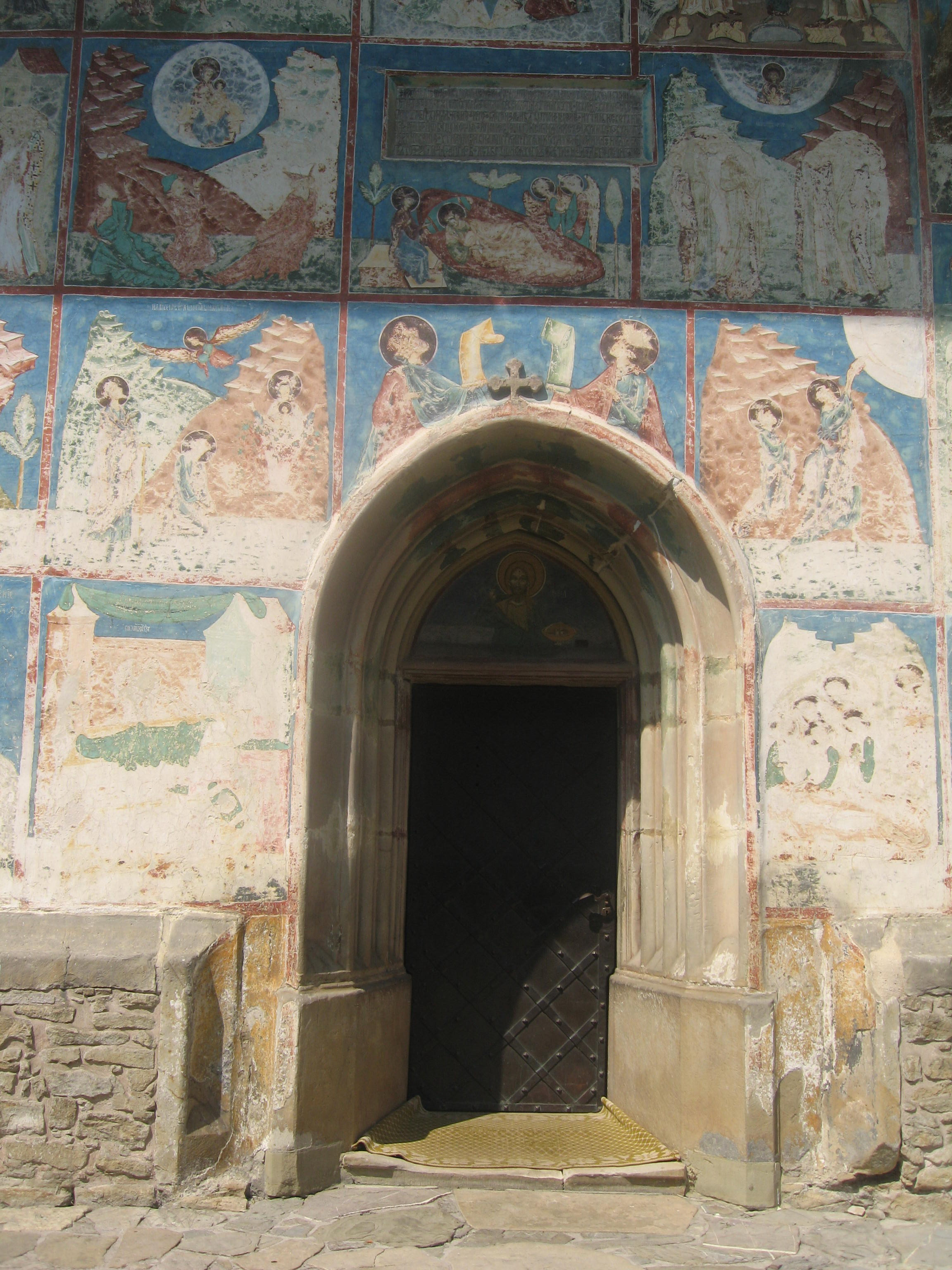
Portalul de intrare în biserică şi pisania
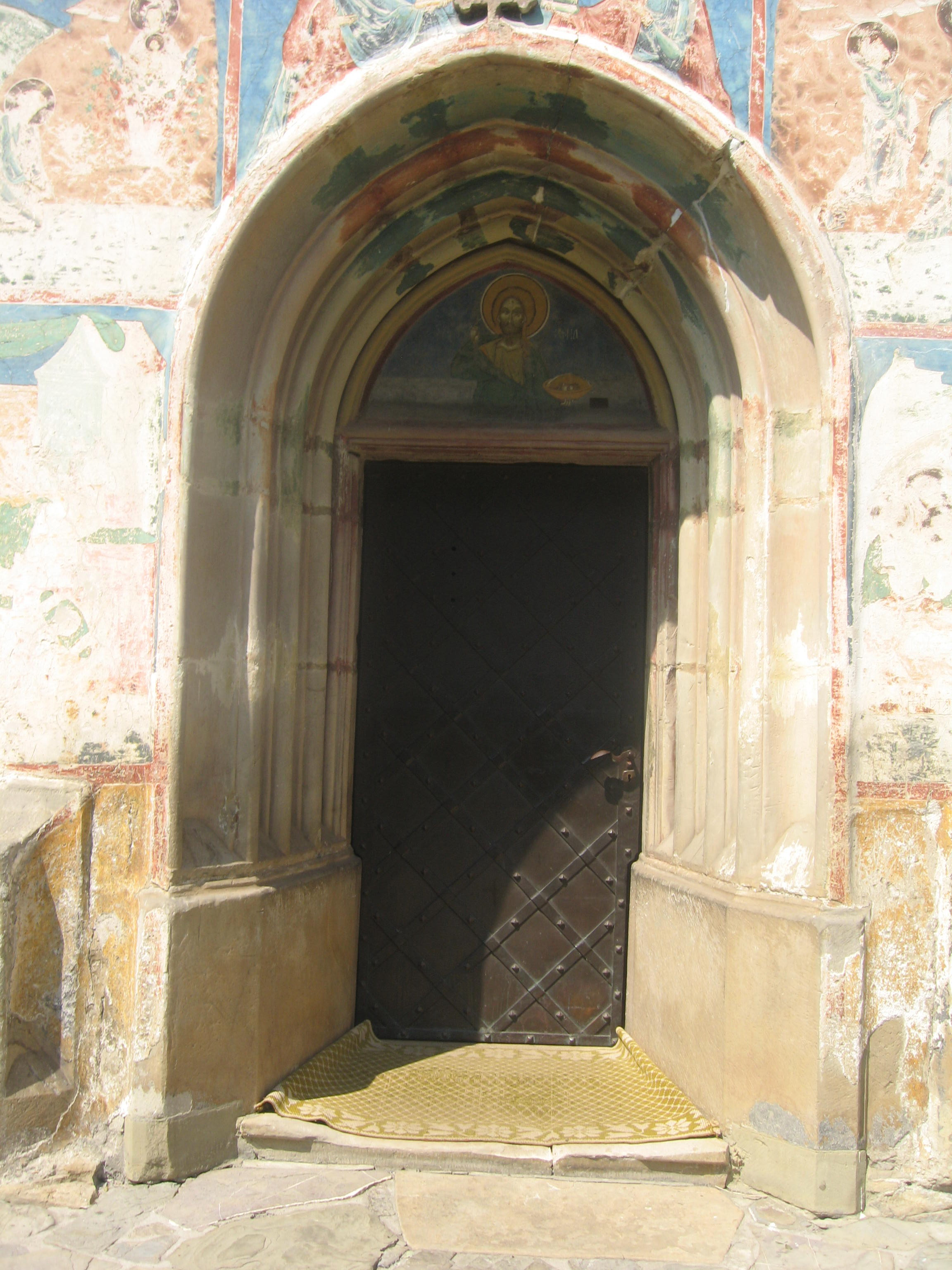
Portalul de intrare în biserică
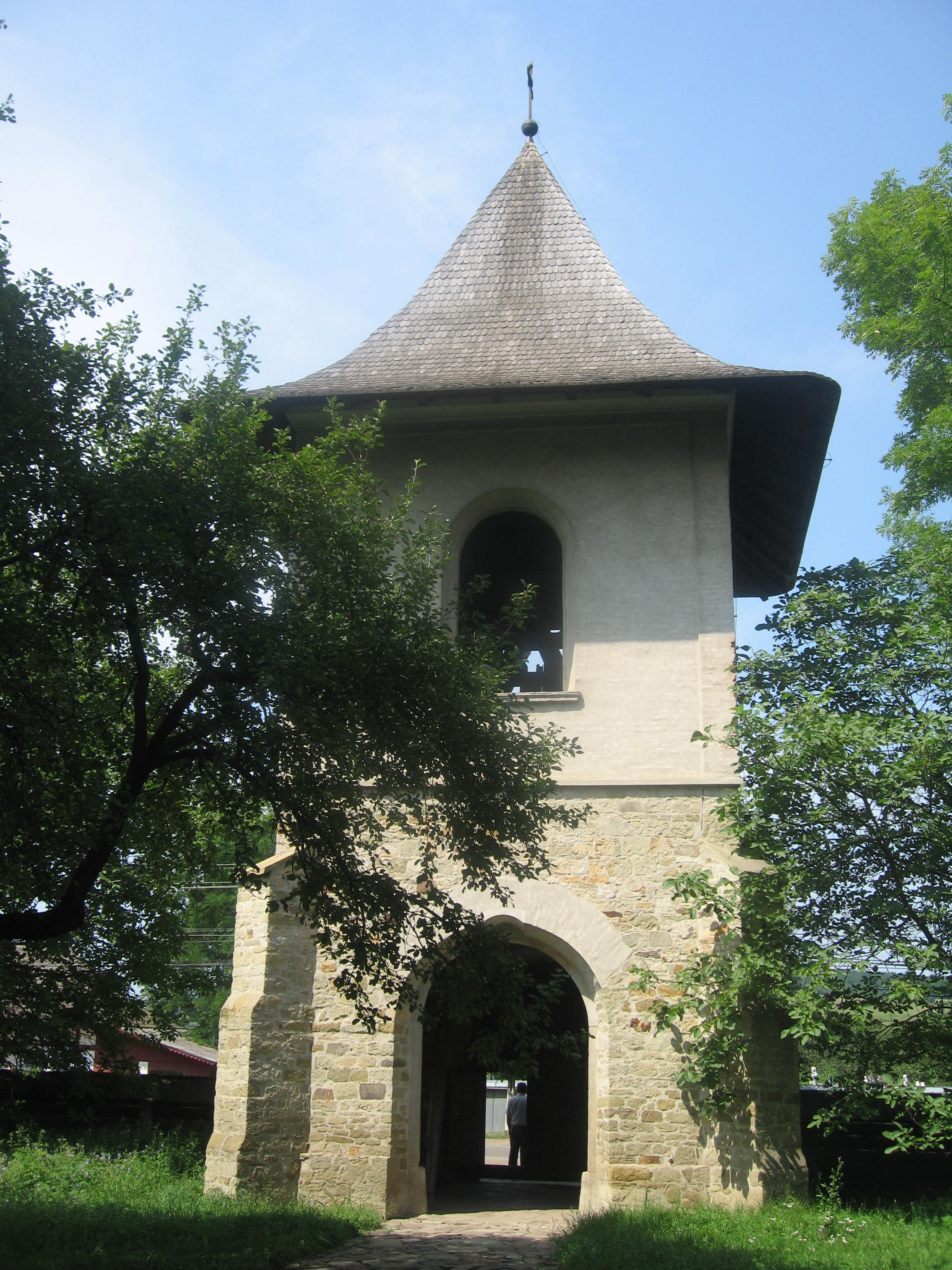
Turnul-clopotniţă văzut din curtea bisericii
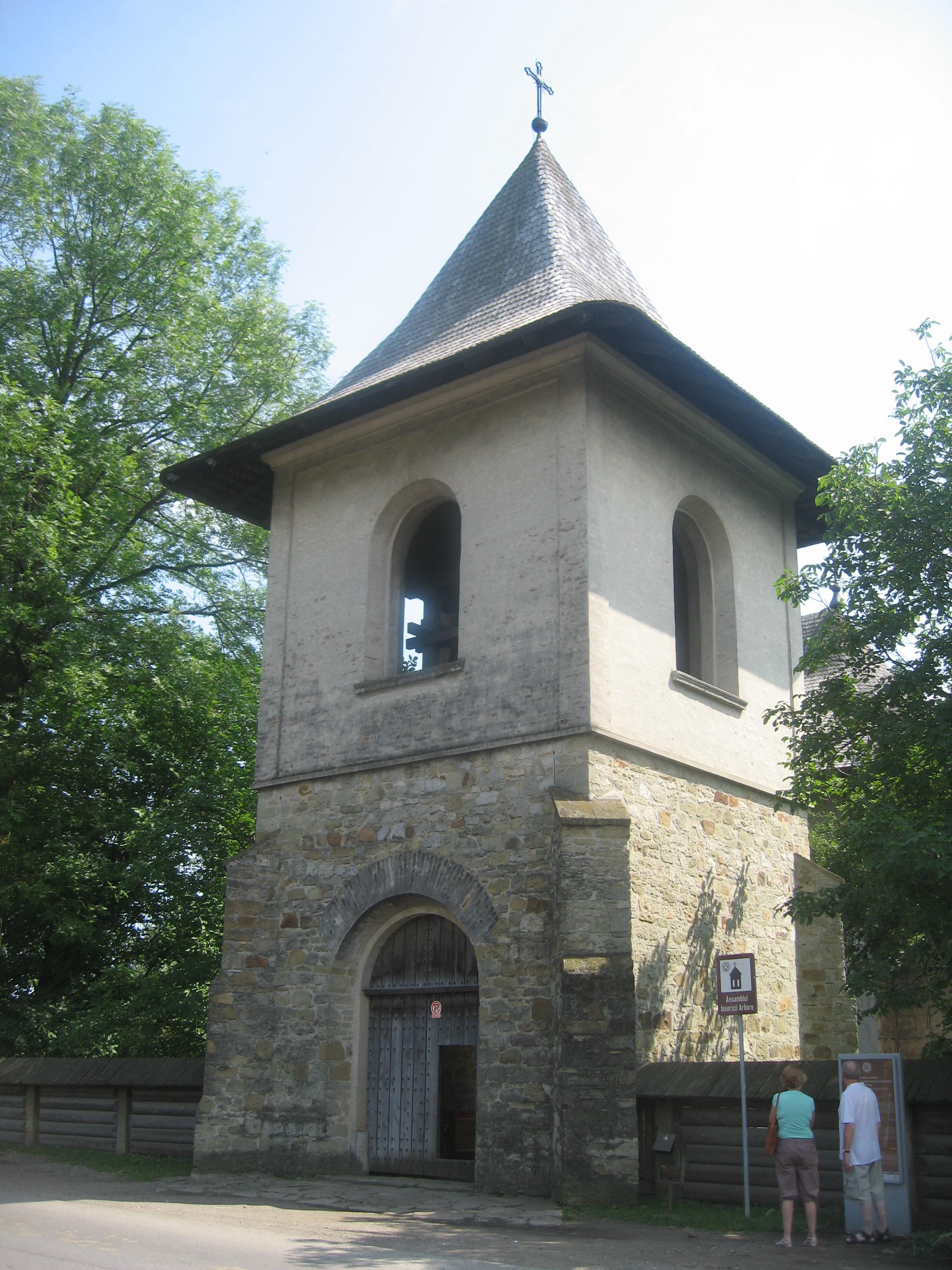
Turnul-clopotniţă văzut din stradă
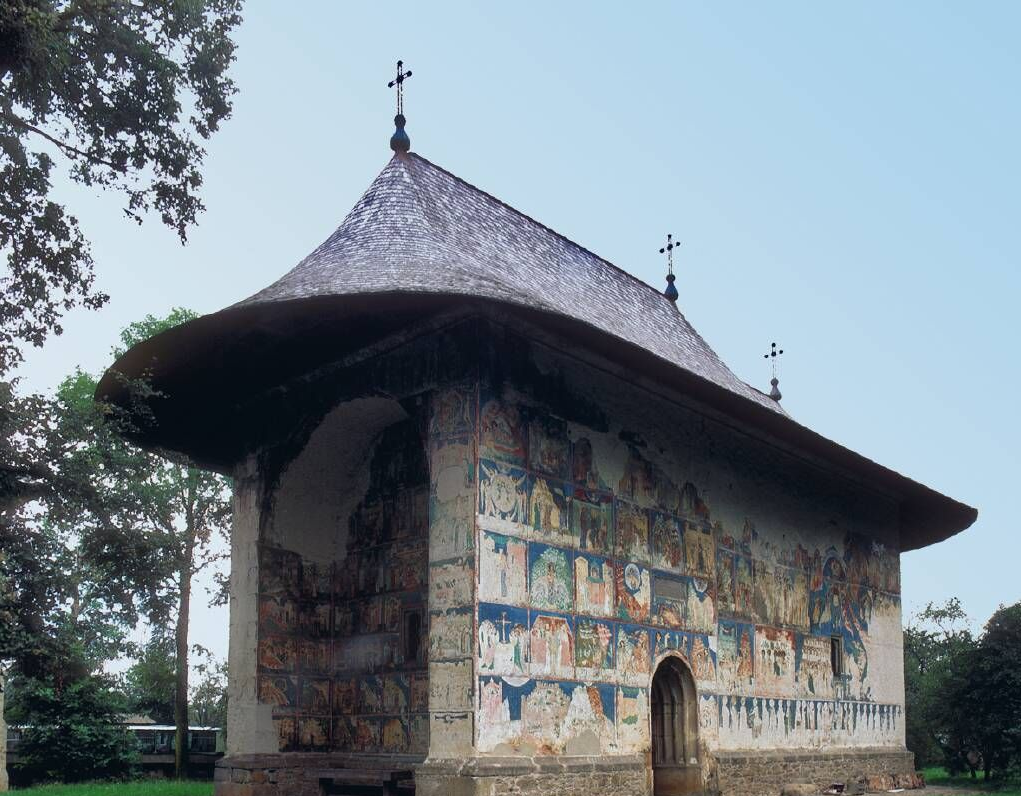
Biserica

## Vezi și
- Bisericile pictate din nordul Moldovei
- Arbore, Suceava